# Artur Mikvabija
Artur Mikvabija nebo Artur Amkvab (abchazsky Артур Артиом-иԥа Амқәаб, rusky Артур Артёмович Миквабия, gruzínsky რტურ მიქვაბია; * 2. května 1949 Suchumi) je abchazský ekonom, politik a bývalý fotbalista. Ve vládě Raula Chadžimby působil v letech 2015 až 2016 rok a čtvrt jako premiér Abcházie.

## Mládí a raná kariéra
Mikvabija studoval na suchumské základní škole № 10 Nestora Lakoby od roku 1956 do 1966. Při studiu střední školy hrál mezi léty 1966 až 1969 fotbal za celek FC Dinamo Suchumi.
V roce 1969 ukončil své působení u fotbalového klubu a nastoupil jako brigádník do suchumského potravinářského podniku na výrobu mouky, Suchumský melzavod. S tímto podnikem byl spjat až do roku 1981 a z dělníka se během let vypracoval až na vedoucího směny. V letech 1974 až 1976 Mikvabija absolvoval povinnou vojenskou službu a poté se do Suchumského melzavodu vrátil na pozici inženýra na vědecko-technologické oddělení, později působil jako ředitel obilného skladu.
Roku 1977 Mikvabija vstoupil do aktivní politiky a začal pracovat pro Komunistickou stranu Sovětského svazu (KSSS), jejímž členem se stal již během vojny, jako instruktor suchumského okresního stranického výboru a v komsomolu. V roce 1978 dokončil dálkové studium na Moskevské státní univerzitě potravinářské výroby, kde studoval obor se zaměřením na skladování a zpracování obilí.
V roce 1979 nadále pokračoval jako stranický instruktor a až do roku 1988 působil jako zástupce vedoucího ekonomického oddělení oblastního stranického výboru Abcházie, přičemž v roce 1981 opustil Suchumský melzavod a usadil se v politice. V roce 1986 dokončil dálkové studium politických věd na Vyšší stranické škole a o dva roky později se přesunul na pozici druhého tajemníka suchumského městského výboru KSSS, kde setrval až do roku 1992.
V roce 1991 během rozpadu Sovětského svazu začal Mikvabija podnikat a stal se prezidentem holdingu, do jehož portfolia patřily banka, pojišťovna, obchodní dům a podnik zabývající se investicemi. V roce 1992 se odstěhoval do Moskvy, kde přečkal válku v Abcházii a svou domovinu podporoval alespoň finančně. V Moskvě působil až do roku 2001 jako regionální manažer ropné společnosti Jukos.

## Politická kariéra v Abcházii
Artur Mikvabija se na počátku nového tisíciletí vrátil do Abcházie, kde znovu vstoupil do aktivní politiky. Byl u založení politického hnutí Jednotná Abcházie a 25. března 2004 byl na jejím ustavujícím sjezdu jmenován předsedou. Po zvolení Sergeje Bagapše za prezidenta působil jako jeho ekonomický poradce a navrhl v roce 2005 socioekonomický plán rozvoje dle vzoru zemí jihovýchodní Asie, které se zaměřily na export nerostného bohatství. Navrhoval tedy, aby jako zdroj pro investice posloužily příjmy z prodeje dřeva, mramoru, žuly, vápence, štěrku, písku a zemědělské produkce do Ruska. Z toho nakonec sešlo, neboť Rusko v roce 2008 uznalo nezávislost Abcházie a začalo namísto obchodu podporovat Abcházii finančními injekcemi. 25. července 2007 oznámil svou rezignaci na post předsedy hnutí s tím, že hodlá ukončit své působení v politice, avšak ostatní členové hnutí mu toto rozhodnutí rozmluvili, a tak nakonec setrval. 27. ledna 2009 byla Jednotná Abcházie proměněna v plnohodnotnou politickou stranu a Mikvabiju na místě předsedy vystřídal Daur Tarba.
V roce 2012 byl Mikvabija zvolen poslancem do Abchazského lidového shromáždění a patřil mezi kritiky ekonomické politiky prezidenta Aleksandra Ankvaba, jejíž priority na vznik a rozvoj velkých zemědělských konglomerátů označoval za kontraproduktivní a za chybu. Po Ankvabově rezignaci v červnu 2014 byl manažerem kampaně budoucího prezidenta Raula Chadžimby.
V roce 2014 také ve spolupráci s Mussou Ekzekovem přepracoval svůj devět let starý zamítnutý návrh ekonomického rozvoje země do deseti až patnáctileté dlouhodobé strategie. Cílem bylo vytvořit obraz Abcházie jako kulturního, turistického a zdravotnického centra makroregionu Černého moře. Jeho strategie se tentokrát zaměřuje hlavně na cestovní ruch, který by měl být motorem růstu různých sektorů ekonomiky. Do strategie tentokrát mohl zapracovat i ruskou finanční pomoc, s níž nebylo možné v roce 2005 počítat. Naplnění takovéto strategie však bylo v praktických podmínkách nereálné, neboť by se Abcházie proměnila v příliš silného konkurenta ruských letovisek Soči a Krym a Moskva by proto takovýto rozvoj nepodpořila.

### Premiér Abcházie
Dne 20. března 2015 byl Mikvabija jmenován premiérem Abcházie poté, kdy byl z této pozice odvolán Beslan Butba. Za svého působení například podporoval vstup Abchazské fotbalová federace do mezinárodní organizace FIFA a obnovu přímého námořního spojení Suchumu s poloostrovem Krym, který se po událostech v roce 2014 připojil k Ruské federaci. Podobně jako svůj předchůdce kritizoval poměry v mocenském rozložení vlády a prezidentské kanceláře, která víceméně duplikovala práci některých ministerstev, a proto navrhoval zrušení některých pozic. V pozici premiéra vydržel rok a čtvrt a musel se potýkat s těžkostmi jako s nevyslovením důvěry od Abchazského lidového shromáždění, s protesty opozice, jejíž aktivisté vtrhli do budovy abchazského ministerstva vnitra, a s ostudným průběhem a výsledkem referenda ohledně předčasných prezidentských voleb. Mikvabija se tedy ke dni 26. července 2016 rozhodl rezignovat a ještě téhož dne byla rezignace přijata prezidentem Chadžimbou. V rozhovoru s novináři posléze vysvětlil svůj krok tak, že nedávné nepokoje byly vyvolány snahou vlády o strukturální reformu financí v Abcházii, které zahrnovaly opatření k zvýšení abchazského státního rozpočtu jako například zavedení daně z přidané hodnoty. Proto nadále nehodlal pracovat v podmínkách, kdy se celá společnost staví svým odporem proti progresivnímu rozvoji země, a doufal, že jeho rezignace pomůže uklidnit napjatou situaci.
Po odchodu z politiky se stal předsedou sdružení Přátel Krymu v Abcházii.